# 横山夏海
横山 夏海（よこやま なつみ、1980年2月28日 - ）は、日本の元タレントである。本名、畑 麻美（はた あさみ）。東京都中央区出身。芸能事務所は、アーティストハウス・ピラミッド（東京都港区）に所属していた。

## 経歴
初めはテレビ番組『めざましテレビ』や『平成女学園』などに出演した。1998年（平成10年）10月からは、バラエティー番組 『ワンダフル』（TBS）に、「ワンダフルガールズ」（第2期）のひとりとしてレギュラー出演するようになった。横山は同番組を翌年2月に降板、その後の芸能活動は確認されていない。2006年に子どもを産んでいる。家庭裁判所で親権裁判している。親権争いで夫に親権があると言い渡される。

## 出演

### テレビ番組
- 平成女学園（1997年）
- ワンダフル（1998年）
- めざましテレビ（1998年）
- 天然少女 萬（1999年）

### 映画
- 岸和田少年愚連隊 血煙り純情篇

### DVD
- 18CARAT

### VHS
- EYE LOVE YOU
- ファイナルビューティー
- 18CARAT

### 写真集
- 1stCOLLECTION 横山夏海
- Catch me!
- 18CARAT
- maybe

### ゲーム
- アナザー・マインド（1998年、スクウェア） - 高木真理子 役